# Charley Marbach
Charles (Charley) Arnold Marius Marbach, later gekend onder de achternaam Dors, (Coronie, 23 augustus 1936 – Amsterdam, 5 september 2006) was een Surinaams voetballer die als aanvaller speelde.
Marbach speelde in Paramaribo voor de clubs Ajax en REMO voor hij in 1951 bij SV Voorwaarts kwam dat op het hoogste niveau speelde. Via SV Transvaal kwam hij begin 1955 bij SV Robin Hood waarmee hij meerdere landstitels won. Hij kwam ook uit voor het Surinaams voetbalelftal.
In 1957 werd hij gecontracteerd door het Nederlandse USV Elinkwijk. Hier werd hij met de broers Humphrey en Frank Mijnals, Erwin Sparendam en Michel Kruin bekend als het "klavertje vijf" (van Surinaamse spelers bij deze club). Zijn verblijf bij het in de Eredivisie spelende Elinkwijk was een wisselend succes. Na een moeizaam begin, wist hij voetballend wel indruk te maken maar kende geregeld problemen met de discipline. Nadat de club hem begin 1959 al eens de wacht aanzegde, werd hij in december van dat jaar ontslagen. Hij speelde onder de achternaam Dors voor RCH in de Eerste divisie. Hierna speelde hij nog op amateurniveau voor Real Sranang. Hij was werkzaam bij de Heineken Brouwerij (Amsterdam) waar hij vanuit de productie opklom tot een leidinggevende functie.

## Statistieken
| Seizoen | Club      | Land      | Competitie     | Duels | Goals |
| ------- | --------- | --------- | -------------- | ----- | ----- |
| 1957/58 | Elinkwijk | Nederland | Eredivisie     | 22    | 1     |
| 1958/59 | Elinkwijk | Nederland | Eredivisie     | 20    | 8     |
| 1959/60 | Elinkwijk | Nederland | Eredivisie     | 11    | 2     |
| 1960/61 | RCH       | Nederland | Eerste divisie | ??    | ??    |
| 1961/62 | RCH       | Nederland | Eerste divisie | ??    | ??    |
| Totaal  | Totaal    | Totaal    | Totaal         | ???   | ??    |